# Liste der denkmalgeschützten Objekte in Höflein (Niederösterreich)
Die Liste der denkmalgeschützten Objekte in Höflein enthält die denkmalgeschützten, unbeweglichen Objekte der Gemeinde Höflein.

## Denkmäler
| Foto |                 | Denkmal                                                       | Standort                                    | Beschreibung | Metadaten |
| ---- | --------------- | ------------------------------------------------------------- | ------------------------------------------- | --- | --- |
| ja   | Datei hochladen | Kath. Pfarrkirche hl. Ulrich HERIS-ID: 15161 Objekt-ID: 11401 | Kirchenberg 6 Standort KG: Höflein          | Die Pfarrkirche von Höflein, 1073 erbaut und auf den Bischof Ulrich von Augsburg geweiht, wurde nach 1683 erneuert. 1967 wurde der Außenbereich restauriert. | BDA-Hist.: Q37771382 Status: § 2a Stand der BDA-Liste: 2025-06-30 Name: Kath. Pfarrkirche hl. Ulrich GstNr.: 30/1, 30/2 Pfarrkirche Höflein bei Bruck an der Leitha |
| ja   | Datei hochladen | Bildstock HERIS-ID: 15163 Objekt-ID: 11403                    | bei Spillern 2 Standort KG: Höflein         | | BDA-Hist.: Q37771432 Status: § 2a Stand der BDA-Liste: 2025-06-30 Name: Bildstock GstNr.: 2862/1                                                                    |
| ja   | Datei hochladen | Kapelle hl. Maria HERIS-ID: 15165 Objekt-ID: 11405            | gegenüber Wiener Weg 4 Standort KG: Höflein | Die Kapelle wurde im zweiten Viertel des 18. Jahrhunderts erbaut. Im Giebelbereich sind drei Engelsköpfe zu sehen. Im Inneren befindet sich eine Pietà.      | BDA-Hist.: Q37771489 Status: § 2a Stand der BDA-Liste: 2025-06-30 Name: Kapelle hl. Maria GstNr.: 1748/12                                                           |
| ja   | Datei hochladen | Bildstock HERIS-ID: 15167 Objekt-ID: 11407                    | Standort KG: Höflein                        | An der südlichen Ortseinfahrt steht ein Tabernakelbildstock aus der ersten Hälfte des 16. Jahrhunderts.                                                      | BDA-Hist.: Q37771524 Status: Bescheid Stand der BDA-Liste: 2025-06-30 Name: Bildstock GstNr.: 766/3                                                                 |